# Supercoppa spagnola 1985 (pallacanestro maschile)
La Supercoppa spagnola 1985  è la 2ª edizione della Supercoppa spagnola di pallacanestro maschile.
La partita è stata disputata il 23 ottobre 1985 presso il Pabellón Polideportivo Pisuerga di Valladolid tra il Real Madrid, campione di Spagna 1984-85 e vincitore della Copa del Rey 1985, e il Joventut Badalona, finalista di Copa del Rey e di Liga ACB.

## Finale
| Arbitri: | Francisco Javier Fajardo Víctor Mas Ráfols |

| |            | |
| Martín 33 | Punti      | 32 Stewart |
| Martín 9 | Rimbalzi   | 9 Stewart |
| 4 Robinson• 7 Biriukov• 8 Townes• 10 Martín• 14 López Iturriaga 5 del Corral• 6 Romay• 9 Carbonell• 11 Corbalán• 12 Rullán | Formazioni | 4 Jiménez• 6 Stewart• 8 Villacampa• 9 Housey• 10 Montero 5 Jofresa• 7 Margall• 12 Soler• 14 Abarca• 15 Vecina |
| Lolo Sainz | Allenatori | Miquel Nolis                                                                                                  |